# Bosque Rojo
El Bosque Rojo (en ucraniano: Рудий ліс, Rudi lis; en ruso: Рыжий лес, Ryzhi les) se refiere a los árboles ubicados en unos 10 km² en los alrededores de la central nuclear de Chernóbil. El nombre 'Bosque Rojo' viene del color rojizo y amarillento de los pinos que murieron tras absorber una intensa dosis de radiación del accidente de Chernóbil el 26 de abril de 1986. Durante las operaciones de limpieza después del desastre, el Bosque Rojo se derribó y se enterró en un 'cementerio de derroche'. El lugar que ocupaba el Bosque Rojo es todavía una de las áreas más contaminadas del mundo.

## Accidente y limpieza

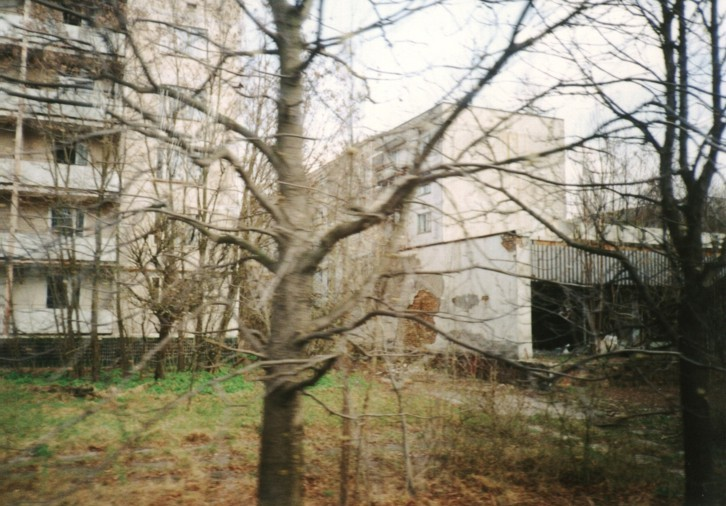
Edificios de apartamentos abandonados en Prípiat, con un árbol superviviente.

El Bosque Rojo está ubicado en la zona de alienación; esta área sufrió la dosis más alta de radiación del accidente de Chernóbil y las nubes de humo y polvo que resultaron fueron muy contaminados con la radiación. Los árboles murieron por la radiación. La explosión y fuego en el reactor 4 contaminaron la tierra, el agua y la atmósfera con radiación equivalente a veinte veces la de los bombardeos atómicos de Hiroshima y Nagasaki.
Durante las labores de limpieza después del desastre, la mayoría de los pinos se derribó y se enterraron en zanjas por los "liquidadores". Después se cubrieron las zanjas con una alfombra gruesa de arena y se plantaron pinos jóvenes. Mucha gente tiene miedo que durante la descomposición de los árboles, la radiación se filtre en el agua subterránea. La gente ha evacuado la zona contaminada cerca del Bosque Rojo, debido a los altos niveles de radiación.

## Refugio para fauna y flora

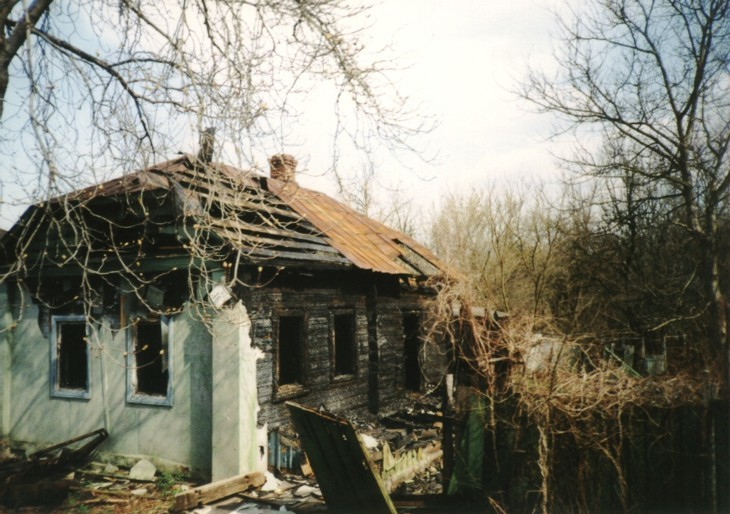
Un pueblo abandonado cerca de Prípiat, cerca de Chernóbil.

Carta que demuestra la contaminación por Cesio-137 en Bielorrusia, Rusia, y Ucrania desde 1996.

Mientras se evacuaron a las personas del área en 1986, los animales se instalaron a pesar de la radiación. La flora y fauna del Bosque Rojo han sido muy afectadas por la contaminación radioactiva que siguió el accidente. Parece que la biodiversidad del Bosque Rojo ha aumentado en los años después del desastre. Existen informes de unas plantas raquíticas en el área.
En el sitio del Bosque Rojo queda una de las áreas más contaminadas del mundo. Sin embargo, se ha demostrado que es un hábitat muy fértil para muchas especies en peligro de extinción. La evacuación de la zona cercana al reactor nuclear ha creado una reserva natural rica y única. En el documental por BBC Horizon en 1996, "Inside Chernobyl's Sarcophagus" (en inglés "Dentro del sarcófago de Chernobil"), se puede ver aves que vuelan tras los grandes agujeros en la estructura del reactor nuclear. No se sabe completamente el impacto a largo plazo de la lluvia radiactiva en la fauna y flora de la región, dado que plantas y animales tienen tolerancias radiológicas muy distintas. Se han visto aves con atrofia en las plumas de la cola (que afecta a la reproducción). Se han observado en la región cigüeñas, lobos, castores y águilas.

## Hoy en día
Hoy en día, los niveles de radiación del Bosque Rojo pueden ser tan altos como un roentgen por hora, pero niveles de 10 miliroentgen por hora son más comunes. Más del 90% de la radioactividad de este está concentrada en el suelo.
Científicos están planeando usar las proximidades, la radioactiva y abandonada ciudad de Prípiat y sus alrededores como laboratorio para modelar la dispersión de radionucleidos por la detonación de una bomba sucia o un ataque con armas químicas o biológicas. El área ofrece una incomparable oportunidad de entender completamente el paso de los desechos radioactivos a través de un área urbana o rural.
La naturaleza del área parece no solo haber sobrevivido, sino que floreció debido a la significativa reducción del impacto humano. La zona se ha convertido en una “reserva radiologica”, un clásico ejemplo de un parque involuntario. En el bosque rojo se han detectado casos de albinismo en golondrinas. En la actualidad, existe preocupación por la contaminación del suelo con estroncio-90 y Cesio-137, que tienen vidas medias de 30 años. Los niveles más altos de Cesio-137 se encuentran en la superficies superiores de las capas del suelo, donde las plantas absorben sus nutrientes y donde están los insectos. Algunos científicos temen que la radiactividad afectará estas tierras por muchas generaciones.